# Diecezja Ibizy
Diecezja Ibizy (łac. Dioecesis Ebusitanus) – diecezja Kościoła rzymskokatolickiego w Hiszpanii. Należy do metropolii walenckiej. Została erygowana w 1927.